# THEOS
THEOS ( Thailand Earth Observation Satellite ) thaiföldi tudományos Földmegfigyelő miniműhold.

## Jellemzői
A program keretében – gazdaság, mezőgazdaság, halászat, városfejlesztés, tengerpart, környezetvédelm, katasztrófavédelm – fotózza a Föld felszínét.

## Küldetés
Készítette az EADS Astrium SAS (francia). Üzemelteti a Geo-Informatics and Space Technology Development Agency (GISTDA).
Megnevezései:  COSPAR: 2008-049A; SATCAT kódja: 33396.
2008. október 1-jén a Jazsnyíj településhez közeli Dombarovszkij rakétalőtérről egy Dnyepr hordozórakétával állították alacsony Föld körüli pályára (LEO = Low-Earth Orbit). Az orbitális pályája 101,4 perces, 98,78° hajlásszögű, a geocentrikus pálya perigeuma 825 kilométer, az apogeuma 826 km volt.
Az orosz kereskedelmi rakétaindításokra napjainkban is jellemző, hogy a korábban rendelkezésre álló rakétaindító bázisok más államok területén vannak. A vállalt kötelezettségek teljesítését nagy mértékben befolyásolják az engedélyek (ami alapvetően pénz kérdése).
Három-tengelyesen stabilizált műhold (orientációs pontossága ± 0,02°). Szabálytalan alakú, mérete 2,1 × 2,1 × 2,4 méter. Teljes tömege hajtóanyaggal 750 (80 kilogramm hidrazin), műszeres tömege 670 kilogramm. Szolgálati idejét 5 évre tervezték. 26 naponta ugyanazon a helyen végezte fénylépezését. Telemetriai egysége a képeket tömörítve, antennái segítségével küldte a földi vevőállomásokra. A műhold pillanatnyi helyzetét GPS (Global Positioning System) segítségével határozták meg. Az űreszközhöz napelemeket rögzítettek (980 W), éjszakai (földárnyék) energia ellátását újratölthető kémiai akkumulátorok biztosították. Gázfúvókái segítették a stabilitást és a pályaelemek tartását.
Műszerei
- pankromatikus kamera tükör optikával készült, CCD eszközzel, térbeli felbontása 2 méter;
- multispektrális kamera optika, CCD eszközzel, térbeli felbontása 15 méter.